# Rail-2-Sea
Rail-2-Sea este un proiect al Inițiativa celor Trei Mări (3SI) care prevede dezvoltarea și modernizarea unei linii de cale ferată lungă de 3,663 kilometri (2,276 mile) care leagă Portul polonez Gdańsk de la Marea Baltică cu portul românesc Constanța de la Marea Neagră. Această cale ferată ar urma să treacă prin România, Ungaria, Slovacia și Polonia și își propune să îmbunătățească infrastructura acestor țări, deși va avea și un uz civil și militar. De asemenea, poate avea implicații pentru tehnologia 5G. Toate aceste țări sunt membre ale Uniunii Europene (UE) și NATO, iar Polonia și România în special sunt cei mai apropiați aliați ai Statele Unite în regiune, motiv pentru care această țară și-a exprimat sprijinul pentru proiect.
În România, această cale ferată va avea 3 ramuri: 
- Nordic A (trece prin orașe ca Cluj, Sighișoara și Brașov),
- Nordic B (trece prin orașe precum Arad, Deva, Alba Iulia, Sighișoara și Brașov) și
- Sud (trecând prin orașe ca Timișoara, Caransebeș, Orșova și Craiova).

Toate aceste ramuri încep la granița României cu Ungaria și trec prin București și în final Constanța. Potrivit site-ului oficial al 3SI, proiectul Rail-2-Sea va fi finalizat până în 2029.